# Martin Sauer
Martin Sauer (Wriezen, RDA, 17 de diciembre de 1982) es un deportista alemán que compite en remo como timonel.
Participó en tres Juegos Olímpicos de Verano, obteniendo tres medallas en la prueba de ocho con timonel, oro en Londres 2012, plata en Río de Janeiro 2016 y plata en Tokio 2020.
Ganó catorce medallas en el Campeonato Mundial de Remo entre los años 2005 y 2019, y nueve medallas en el Campeonato Europeo de Remo entre los años 2010 y 2020.

## Palmarés internacional
| Juegos Olímpicos   | Juegos Olímpicos            | Juegos Olímpicos  | Juegos Olímpicos        |
| Año                | Lugar                       | Medalla           | Prueba                  |
| ------------------ | --------------------------- | ----------------- | ----------------------- |
| 2012               | Londres (Reino Unido)       | Medalla de oro    | Ocho con timonel        |
| 2016               | Río de Janeiro (Brasil)     | Medalla de plata  | Ocho con timonel        |
| 2020               | Tokio (Japón)               | Medalla de plata  | Ocho con timonel        |
| Campeonato Mundial |                             |                   |                         |
| Año                | Lugar                       | Medalla           | Prueba                  |
| 2005               | Kaizu (Japón)               | Medalla de bronce | Cuatro con timonel      |
| 2006               | Eton (Reino Unido)          | Medalla de oro    | Cuatro con timonel      |
| 2007               | Múnich (Alemania)           | Medalla de bronce | Cuatro con timonel      |
| 2008               | Ottensheim (Austria)        | Medalla de plata  | Ocho con timonel ligero |
| 2009               | Poznań (Polonia)            | Medalla de oro    | Ocho con timonel        |
| 2010               | Cambridge (Nueva Zelanda)   | Medalla de oro    | Ocho con timonel        |
| 2011               | Bled (Eslovenia)            | Medalla de oro    | Ocho con timonel        |
| 2012               | Plovdiv (Bulgaria)          | Medalla de oro    | Ocho con timonel ligero |
| 2013               | Chungju (Corea del Sur)     | Medalla de plata  | Ocho con timonel        |
| 2014               | Ámsterdam (Países Bajos)    | Medalla de plata  | Ocho con timonel        |
| 2015               | Aiguebelette (Francia)      | Medalla de plata  | Ocho con timonel        |
| 2017               | Sarasota (Estados Unidos)   | Medalla de oro    | Ocho con timonel        |
| 2018               | Plovdiv (Bulgaria)          | Medalla de oro    | Ocho con timonel        |
| 2019               | Ottensheim (Austria)        | Medalla de oro    | Ocho con timonel        |
| Campeonato Europeo |                             |                   |                         |
| Año                | Lugar                       | Medalla           | Prueba                  |
| 2010               | Montemor-o-Velho (Portugal) | Medalla de oro    | Ocho con timonel        |
| 2013               | Sevilla (España)            | Medalla de oro    | Ocho con timonel        |
| 2014               | Belgrado (Serbia)           | Medalla de oro    | Ocho con timonel        |
| 2015               | Poznań (Polonia)            | Medalla de oro    | Ocho con timonel        |
| 2016               | Brandeburgo (Alemania)      | Medalla de oro    | Ocho con timonel        |
| 2017               | Račice (República Checa)    | Medalla de oro    | Ocho con timonel        |
| 2018               | Glasgow (Reino Unido)       | Medalla de oro    | Ocho con timonel        |
| 2019               | Lucerna (Suiza)             | Medalla de oro    | Ocho con timonel        |
| 2020               | Poznań (Polonia)            | Medalla de oro    | Ocho con timonel        |